# Bartolomeu de Luca
Bartolomeu de Luca foi um historiador e clérico italiano da Idade Média dos séculos XIII e XIV, contemporâneo e amigo de Tomás de Aquino.

## Vida
Bartolomeu nasceu em Luca por volta de 1227. Em tenra idade, entrou na Ordem Dominicana, onde se destacou por sua piedade e intensa aplicação ao estudo, pelas quais conquistou o respeito e a calorosa amizade de Tomás de Aquino. Não só era seu discípulo, mas seu confidente e confessor. Em 1272, acompanhou Tomás de Roma a Nápoles, onde ainda estava em 1274, quando chegaram as notícias da morte de seu mestre em Fossanuova. Foi eleito prior do convento de sua cidade natal em 1288. Em Nápoles (1294), participou ativamente da manifestação pública que foi feita para impedir a renúncia do papa Celestino V. Em 1301, foi eleito prior de Santa Maria Novella em Florença. Mais tarde, se mudou para Avinhão, onde foi capelão por nove anos (1309-18) para o cardeal Patrasso de Albano, e após a morte do cardeal em 1311, para seu companheiro religioso cardeal Guilherme de Bayonne. Ecardo afirma que era o amigo íntimo e, muitas vezes, o confessor do papa João XXII, que o nomeou bispo de Torcello, em 15 de março de 1318. Um conflito com o patriarca de Grado sobre a nomeação de uma abadessa de Santo Antônio em Torcello levou a sua excomunhão em 1321 e exílio. Em 1323, fez as pazes com o patriarca, voltou a sua sé e morreu lá em 1327.

## Obras
O trabalho mais conhecido de Bartolomeu é o seu Anais (1061–1303), finalizado em 1307, onde estão registrados com frases concisas os principais acontecimentos deste período. Sua História Eclesiástica Nova em vinte e quatro livros relata a história da Igreja desde o nascimento de Cristo até 1294; considerando como apêndices a vida dos papas Bonifácio VIII, Bento XI e Clemente V, chega a 1314. Também escreveu uma Historia Tripartida conhecida apenas pelas suas próprias referências e citações. O Extract de chronico Fr. Ptolomaei de Luca e o Excerto ex cronis Fr. Ptolomaei já não são considerados obras originais por autores separados, mas são extratos da História Eclesiástica Nova por um compilador desconhecido que viveu após a morte de Bartolomeu. Também é conhecido pela sua conclusão do Principum de Regimine ("Sobre o Governo dos Governantes"), que Tomás de Aquino não tinha conseguido terminar antes da sua morte. Esta não foi uma tarefa pequena, pois a parte de Bartolomeu começa com o sexto capítulo do segundo livro e inclui o terceiro e quarto livros. Embora não siga a ordem do santo, seu tratamento é claro e lógico. Um trabalho sobre o Hexamerão dele foi publicada por Masetti em 1880. As vidas dos papas de Avinhão foram escritas a partir de documentos originais sob as suas mãos e foram controladas pelas declarações de testemunhas oculares.